# Mathématiques traditionnelles
Les mathématiques traditionnelles étaient la méthode prédominante d'enseignement des mathématiques aux États-Unis au début du XXe siècle. Cela contraste avec les approches non traditionnelles de l'éducation mathématique. L'enseignement traditionnel des mathématiques a été contesté par plusieurs mouvements de réforme au cours des dernières décennies, notamment les mathématiques modernes, un ensemble maintenant abandonné et discrédité de méthodes alternatives et, plus récemment, les mathématiques fondées sur les normes NCTM, a été largement adopté, mais soumis à des critiques constantes.

## Méthodes traditionnelles
Les sujets et les méthodes des mathématiques traditionnelles sont bien documentés dans les livres et les articles open source dans de nombreuses langues. Les principaux sujets traités sont :
En général, les méthodes traditionnelles sont basées sur l'enseignement direct où l'on montre aux élèves une méthode standard d'exécution d'une tâche telle que l'addition décimale. Une tâche est enseignée indépendamment plutôt que comme une partie d'un projet plus complexe. En revanche, les ouvrages de réforme retardent souvent les méthodes standard jusqu'à ce que les étudiants aient les connaissances nécessaires pour comprendre les procédures. Les élèves des programmes d'études modernes explorent souvent leurs propres méthodes pour  approfondir leur compréhension afin d'être guidés vers un algorithme standard.

## Textes de mathématiques traditionnels
En général, les manuels de mathématiques qui se concentrent sur l'enseignement des méthodes arithmétiques standard peuvent être classés comme manuels de mathématiques traditionnels. Les manuels de mathématiques de la réforme se concentreront souvent sur la compréhension conceptuelle, évitant généralement l'enseignement immédiat des algorithmes standard et favorisant fréquemment l'exploration et la découverte par les élèves des mathématiques pertinentes. Les textes suivants sont souvent cités comme étant bons pour ceux qui souhaitent une approche traditionnelle, souvent favorisée par les étudiants à domicile.
- Saxon math
- Modern Curriculum Press

## Organisations de promotion des mathématiques traditionnelles
La plupart de ces organisations sont critiques envers les mathématiques modernes et ont été critiques envers les manuels tels que Investigations in Numbers, Data, and Space, Mathland et Core-Plus Mathematics Project car ils ne suivent pas les méthodes traditionnelles.
- Mathematically Correct, un site Web qui soutient les mathématiques traditionnelles
- NYC HOLD, Une organisation d'enseignants, de parents, mathématiciens professionnels  basée à New York, qui sont pour l'adoption de maîtrise et des programmes de mathématiques traditionnelles
- Illinois Loop – une vaste couverture Web des questions de mathématiques et des programmes mathématiques spécifiques
- Where's The Math, Un site Web qui soutient les mathématiques traditionnelles et des normes plus ciblées pour l'état de Washington

## Recherche
- A Comparison of the Effectiveness of Applied and Traditional Mathematics Curriculum by Dr. Stanley L. Lightner, Journal of Industrial Methodology Vol 15, Number 2, février 1999 to April 1999